# Fortymile
Pour les articles homonymes, voir Forty Mile.
La Fortymile River est une rivière qui parcourt l'Alaska (États-Unis) et le  Territoire du Yukon (Canada) et se jette dans le fleuve Yukon.

## Aménagements et Économie
Avant la ruée vers l'or du Klondike, d'importantes activités minières avaient déjà lieu sur les rives de cet affluent du fleuve Yukon. Dans les années 1970, une mine d'amiante fut ouverte à Clinton Creek.

## Affluents
- North Fork Fortymile – 44 milles (71 km)
  - Middle Fork Fortymile – 60 milles (97 km)
- South Fork Fortymile – 33 milles (53 km)
  - Mosquito Fork – 86 milles (138 km)
  - Dennison Fork – 60 milles (97 km)